# Jevhen Levčenko
Jevhen Viktorovyč Levčenko (in ucraino Євген Вікторович Левченко?; Kostiantynivka, 2 gennaio 1978) è un ex calciatore ucraino, di ruolo centrocampista.